# Buena Vista, Uxpanapa
Buena Vista är en ort i Mexiko.   Den ligger i kommunen Uxpanapa och delstaten Veracruz, i den sydöstra delen av landet, 600 km öster om huvudstaden Mexico City. Buena Vista ligger 126 meter över havet och antalet invånare är 154.
Terrängen runt Buena Vista är kuperad åt sydost, men åt nordväst är den platt. Runt Buena Vista är det ganska glesbefolkat, med 29 invånare per kvadratkilometer. Närmaste större samhälle är San Francisco la Paz, 18,6 km söder om Buena Vista. I omgivningarna runt Buena Vista växer i huvudsak städsegrön lövskog.